# حمله به سوروگا

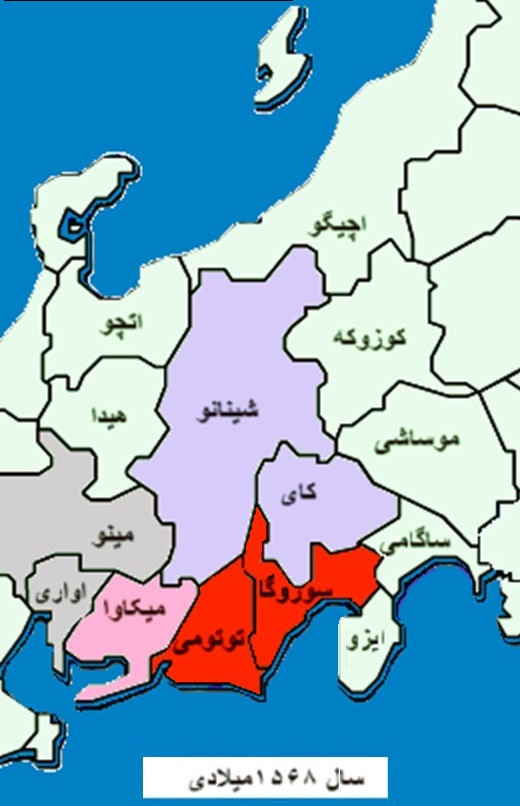
نقشه ولایت‌های دوگانه خاندان ایماگاوا در سال ۱۵۶۸، شامل، ولایت سوروگا و ولایت توتومی به رنگ قرمز، ولایت میکاوا به رنگ صورتی در سال ۱۵۴۹ توسط خاندان ایماگاوا تصرف شده بود اما پس از مرگ ایماگاوا یوشیموتو (۱۵۶۰) توسط توکوگاوا ایه‌یاسو از خاندان ایماگاوا بازپس گرفته شد.

حمله به سوروگا (به ژاپنی: 駿河侵攻 するが しんこう)، حمله به قلمرو خاندان ایماگاوا در ولایت سوروگا و قلمرو خاندان هوجوی اخیر توسط تاکدا شینگن، سنگوکو-دایمیو ولایت کای، از ۱۵۶۸ تا ۱۵۷۱ در دوره سنگوکو بود. خاندان ایماگاوا بر ولایت توتومی و ولایت سوروگا تسلط داشتند. در سال ۱۵۶۸ تاکدا شینگن رهبر خاندان تاکدا و ایه‌یاسو پیمان اتحادی بستند که هدفشان تسخیر قلمرو ایماگاوا و سپس تقسیم این قلمرو بین خودشان بود. نیروهای ایه‌یاسو ولایت توتومی را تصرف کردند. این درحالی بود که نیروهای شینگن پیش از آن ولایت سوروگا (که شامل پایتخت ایماگاوا یعنی سونپو بود) را اشغال کرده بودند. ایماگاوا اوجیزانه توانسته بود قبل از حمله از محل بگریزد و در قلعه کاکه‌گاوا پناه گیرد. این قلعه چندین ماه در مقابل حملات ایه‌یاسو مقاومت کرد، ولی سرانجام سقوط کرده و اوجیزانه به اسارت ایه‌یاسو درآمد. ایه‌یاسو که سال‌ها گروگان خاندان ایماگاوا بود، از کشتن او صرف‌نظر کرد و او را به خاندان هوجو که از اقوام اوجیزانه بودند، تحویل داد. در سال ۱۵۶۸ در مورد تقسیم قدرت در ولایت‌های تازه متصرف شده توتومی و سوروگا مابین شینگن و ایه‌یاسو. نوبوناگا اختلاف بروز کرد و رابطه شینگن با این دو رو به تیرگی گذاشت.

## زمینه

### اتحاد
خاندان ایماگاوا بر ولایت سوروگا و ولایت توتومی تسلط داشت. در سال ۱۵۴۹، پدر توکوگاوا ایه‌یاسو به دست یکی از خدمهٔ خود و به دلایل نامعلومی کشته شد. ایماگاوا یوشیموتو که فهمید ولایت میکاوا بدون ارباب مانده، بدون خونریزی این ولایت را تصرف کرده و ولایت میکاوا را ضمیمهٔ املاک خاندان ایماگاوا کرد.
در سال ۱۵۵۴، اتحاد سه‌گانه کای-ساگامی-سوروگا بین سه ولایت منعقد شد.
اتحاد بین سه ولایت که بر اساس منافع مربوط آنها توافق شد، به عنوان یک اتحاد ازدواج ایجاد شد که در آن دختران سران خاندان‌ها، تاکدا شینگن، هوجو اوجی‌یاسو و ایماگاوا یوشیموتو با فرزندان قانونی یکدیگر ازدواج کردند.
- تنبون ۲۱ (۱۵۵۲): ریشو-این، دختر ایماگاوا یوشیموتو، همسر اصلی تاکدا یوشینوبو، پسر تاکدا شینگن شد.
- تنبون ۲۲ (۱۵۵۳): دختر تاکدا شینگن، اوبا-این، همسر اصلی هوجو اوجیماسا، پسر هوجو اوجی‌یاسو شد.
- تنبون ۲۳ (۱۵۵۴): دختر هوجو اوجی‌یاسو، هایاکاوا دونو، همسر اصلی ایماگاوا اوجیزانه، پسر ایماگاوا یوشی‌موتو، شد.[۱]

به این ترتیب پیمان سه ولایت کای-ساگامی-سوروگا محقق شد. حتی قبل از منعقد شدن این اتحاد، ایماگاوا و تاکدا و ایماگاوا و هوجو از طریق ازدواج با هم فامیل بودند، اما با این اتحاد، تاکدا و هوجو برای اولین بار از طریق ازدواج با یکدیگر پیوند برقرار کردند.
پس از آن، خاندان ایماگاوا با خاندان اودا در منطقه میکاوا وارد درگیری شدند و زمانی که ایماگاوا یوشیموتو در نبرد اوکه‌هازاما در ۱۹ مه ۱۵۶۰ شکست خورد و کشته شد. فروپاشی اتحاد تاکدا-ایماگاوا-هوجو را می‌توان به مرگ ایماگاوا یوشیموتو در نبرد اوکه‌هازاما (۱۵۶۰) ردیابی کرد. با ضعیف شدن خانواده ایماگاوا، شینگن در نهایت نقشه ای برای حمله به قلمرو اصلی ایماگاوا، استان سوروگا، ترتیب داد.
در آوریل سال بعد (۱۵۶۱)، ماتسودایرا موتویاسو/ ایه‌یاسو که به عنوان گروگان در خاندان ایماگاوا پرورش یافته بود با خاندان اودا به عنوان بخشی از طرف ایماگاوا درگیر بود، از این خاندان جدا شد. پس از آن، نبردهای مکرری بین ایماگاوا و خاندان ماتسودایرا/بعدها توکوگاوا رخ داد، و اگرچه شوگون سیزدهم آشیکاگا یوشیترو در ژانویه سال بعد (۱۵۶۲) دستور آتش‌بس صادر کرد، اما مناقشه و نبرد پایان نیافت.
با مرگ یوشیموتو، ایه‌یاسو پس از گذشت ۱۳ سال و در سن ۱۸ سالگی، آزاد شد. او بی‌درنگ به محل تولدش قلعه اوکازاکی در ولایت میکاوا بازگشت. در مدت غیبت او تقریباً تمامی اراضی ولایت میکاوا، از طرف غرب توسط خاندان اودا و از طرف شرق به‌دست خاندان ایماگاوا تصرف شده بود. ایه‌یاسو که نمی‌توانست همزمان با هر دوی آن‌ها بجنگد، ابتدا به بهانهٔ گرفتن انتقام کشته‌شدن یوشیموتو ایماگاوا، یکی یکی قلعه‌های تحت اختیار خاندان اودا در ولایتش را تصرف کرد. پس از مدتی مشخص شد که پسر و جانشین یوشیموتو، ایماگاوا اوجیزانه، فردی ضعیف و فاقد توانایی‌های پدرش است. ایه‌یاسو نیز که وانمود می‌کرد از خاندان ایماگاوا پیروی می‌کند، ناگهان تغییر جهت داده و بدون واهمه شروع به تصرف تمامی قلعه‌هایی کرد که خاندان ایماگاوا در ولایت میکاوا داشتند. به این ترتیب او توانست ولایت میکاوا را بازپس بگیرد.
در سال ۱۵۶۳، قلمرو ایماگاوا تضعیف شد و شورشی به نام ناآرامی انشو در ولایت توتومی رخ داد که یک سری ناآرامی، شورش و نبرد بود که بین سال‌های ۱۵۶۲ و ۱۵۶۶ علیه خاندان سوروگا-ایماگاوا توسط فرقه‌های ملی متعدد، عمدتاً در حوضه رود تنریو، در داخل ولایت توتومی انجام شد. در «نامه تاکدا شینگن» مورخ ۶ دسامبر همان سال، متنی وجود دارد که می‌توان آن را خیانت به خاندان ایماگاوا دانست که با او ائتلاف کرده بودند. این نامه همچنان حفظ شده است. دیدگاهی مبنی بر اینکه او حمله به سوروگا را به عنوان یک گزینه در طول ناآرامی انشو در نظر گرفته بود.
از سوی دیگر، در سپتامبر ۱۵۶۵، خاندان تاکدا دستخوش تغییری در سیاست خارجی خود شد، مانند استقبال از خواهرزاده اودا نوبوناگا به عنوان همسر اصلی پسر چهارم شینگن، تاکدا کاتسویوری، و تشکیل اتحاد با خاندان اودا. گفته می‌شود که یوشینوبو با اتحاد با اودا مخالفت کرده است و در نتیجه حادثه یوشینوبو (شورش و مرگ پسر شینگن تاکدا یوشینوبو) رخ داد. در ژوئن دهمین سال ایروکو (۱۵۶۷)، ایماگاوا اوجیزانه ابتکار عمل را به دست گرفت تا رسیدن نمک به ولایت کای را متوقف کند. در اکتبر همان سال، یوشینوبو بر اثر بیماری/خودکشی درگذشت. در نوامبر همان سال، اوجیزانه از خواهرش ریشو-این که شوهر خود را از دست داده بود، درخواست کرد که به سوروگا بازگردد، اما شینگن تمایلی به این کار نداشت، زیرا می‌ترسید که این امر منجر به نابودی اتحاد شود. پس از آن، در نوامبر، ریشو-این به سونپو بازگشت و تنش‌ها به شدت بالا بود. در دسامبر همان سال، مذاکرات اتحاد مخفیانه بین خاندان ایماگاوا و خاندان اوئه‌سوگی آغاز شد.

### از هم پاشیدن اتحاد
در حدود نیمه اول سال دهم ایروکو (۱۵۶۷)، ایماگاوا اوجیزانه (今川 氏真) و اوئه‌سوگی کنشین مذاکراتی را برای انعقاد یک توافق مخفی آغاز کردند. بین خاندان اوئه‌سوگی و خاندان تاکدا یک دشمنی عمیق وجود داشت.
دو سال قبل از آن، تاکدا یوشینوبو (پسر شینگن) که داماد ایماگاوا یوشیموتو (نام همسر ریشو-این) بود، از قدرت کنار رفته بود و رابطه بین خاندان ایماگاوا و تاکدا مشکوک شده بود. ایماگاوا اوجیزانه با تاکدا و هوجو متحد شده بود و خواهرش را به عنوان عروس به خاندان تاکدا فرستاده بود، بنابراین مجبور به اقدام شد.
در آوریل ۱۵۶۷، ایماگاوا اوجیزانه با اوئه‌سوگی کنشین موافقت کرد که کنشین نیروهای خود را به ولایت شینانو اعزام کند و اگر شینگن به او خیانت کند، آنها با یکدیگر همکاری خواهند کرد. سپس با مرگ یا کشته شدن پسر شینگن یوشینوبو در اکتبر همان سال، ایماگاوا اوجیزانه به فکر انحلال اتحاد با خاندان تاکدا افتاد. توافق محرمانه بین اوجیزانه و کنشین بلافاصله به طرف تاکدا ابلاغ شد. با این حال، برای شینگن، حرکات اوجیزانه بهانه ای برای حمله به سوروگا شد.

### رابطه شینگن با نوبوناگا قبل از حمله
به گفته شینگن، اوجیزانه در تلاش بود خاندان تاکدا را از طریق ارتباط با کنشین نابود کند، بنابراین زمانی که ولایت اچیگو در برف عمیق گیر کرده بود به سوروگا حمله کرد. شینگن پس از هماهنگی قبلی با نوبوناگا اودا قصد داشت به سوروگا حمله کند. در ژوئیه ۱۵۶۸، نوبوناگا قرار بود هنگام رفتن به کیوتو، زیارتگاه را به آشیکاگا یوشی‌آکی تقدیم کند، بنابراین او پیشاپیش موافقت کرده بود تا در کار شینگن که هیدا، گیفو را تحت کنترل خود داشت، دخالت نکند.
زمانی که شینگن به سوروگا حمله کرد، حضور خاندان هوجو که از طریق ازدواج با خاندان ایماگاوا ارتباط داشتند، مانع و مزاحم حمله بود؛ بنابراین شینگن با اودا نوبوناگا تلاش کرد تا همکاری توکوگاوا ایه‌یاسو، متحد نوبوناگا را به دست‌آورد. نتیجه این همکاری تهاجم ایه‌یاسو به ولایت توتومی بود که قصد داشت حمله‌ای به خاندان ایماگاوا داشته باشد؛ بنابراین، در دسامبر ۱۵۶۸، شینگن یک معاهده صلح با نوبوناگا و ایه‌یاسو منعقد کرد و به سوروگا، قلمرو ایماگاوا حمله کرد.

### انحلال اتحاد با خاندان هوجو
پس از حمله به سوروگا، شینگن به دنبال درک حمایت یا دشمنی متحد خود، خاندان هوجو بود. در سال یازدهم ایروکو (۱۵۶۸)، در طی چندین مذاکره با اوئه‌سوگی کنشین، هوجو اوجیماسا موضوع‌های مورد بحث با خاندان هوجوی اخیر و تاکدا و مسائل محرمانه را به خاندان اوئه‌سوگی فاش کرد که منجر به نقض جدی اتحاد شد.

### وضعیت در سال شروع تهاجم (سال یازدهم ایروکو)
در میان این روندها، اتحادی بین تاکدا و خاندان توکوگاوا درست قبل از حمله سوروگا شکل گرفت. با این حال، وجود خود قرارداد و پیمان رسمی، به شرحی که در کتاب کویو گونکان و میکاوا مونوگاتاری آمده است، به دو دیدگاه تقسیم می‌شود: یکی می‌گوید وجود داشته است و دیگری می‌گوید وجود نداشته است.
خاندان تاکدا در حال مذاکره با نیروهای ضد خاندان ایماگاوا در داخل ولایت سوروگا قبل از تهاجم بود. برای مثال، خاندان سانو از منطقه فوجی، شیزوئوکا، که نیروی قدرتمندی در مرز سونکو بودند، درخواست آنایاما نوبوکیمی (یکی از ۲۴ ژنرال شینگن) را برای جلب تعلق به طرف تاکدا پس از شروع تهاجم پذیرفتند. به این ترتیب، خاندان تاکدا تهاجم خود را به سوروگا آغاز کرد و با قلعه اومیا (قلعه فوجی) ، نقطه ای استراتژیک در منطقه فوجی، در ولایت سوروگا، که توسط خاندان فوجی محافظت می‌شد، این حمله شروع شد.

## کای به طور موقت از شروع تهاجم خارج می‌شود (مرحله اول)

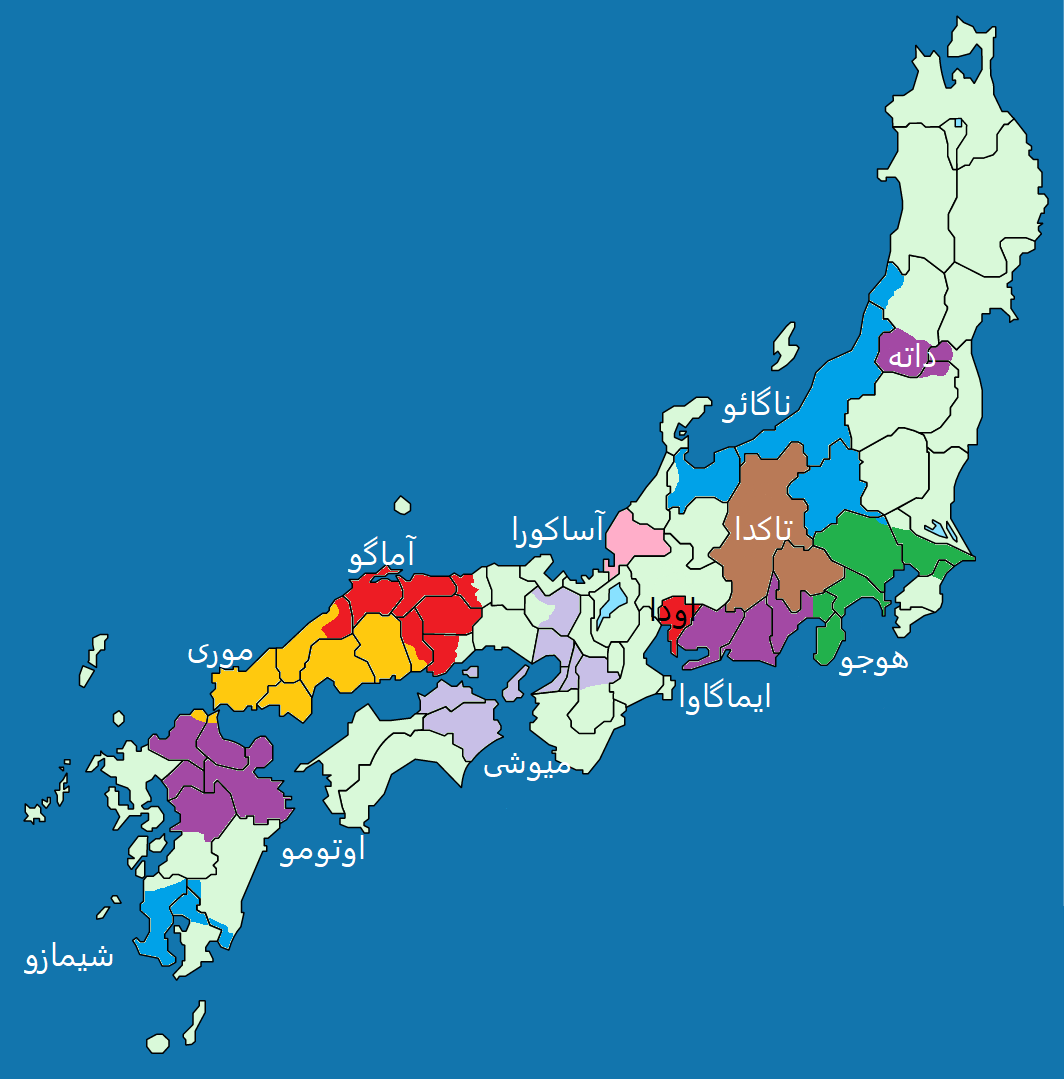
نقشه ژاپن در ۱۵۶۰ (نبرد اوکه‌هازاما) بنفش کمرنگ
- میوشی ناگایوشی قهوه‌ای: تاکدا شینگن آبی (شرق): اوئه‌سوگی کنشین بنفش (مرکز): ایماگاوا یوشیموتو (از راست به چپ شامل سه ولایت سوروگا، توتومی و میکاوا) سبز: هوجو اوجی‌یاسو صورتی: آساکورا یوشیکاگه قرمز (غرب): آماگو هاروهیسا زرد: موری موتوناری بنفش (غرب): اوتومو سورین آبی (غرب): شیمازو تاکاهیسا بنفش (شرق): داته هارومونه قرمز (مرکز): اودا نوبوناگا (ولایت اُواری)

در روز ششم از ماه دوازدهم سال یازدهم ایروکو، شینگن حرکت خود را از ولایت کای به سوی سوروگا آغاز کرد. حمله ارتش تاکدا در نهم همان ماه از قلعه اومیا در منطقه فوجی، شیزوئوکا، ولایت سوروگا آغاز شد. ارتش جدا شده تاکدا به قلعه اومیا حمله کرد و فوجی نوبوتادا، یکی از ملازمان خاندان ایماگاوا، ارباب قلعه اومیا، با موفقیت از آن دفاع کرد. پس از آن، ارتش تاکدا به سمت غرب حرکت کرد و به سمت شهر سونپو حرکت کرد. اوگی کیوتاکا ، ملازم ایماگاوا، در این نبرد کشته شد.

### سقوط شهر سونپو

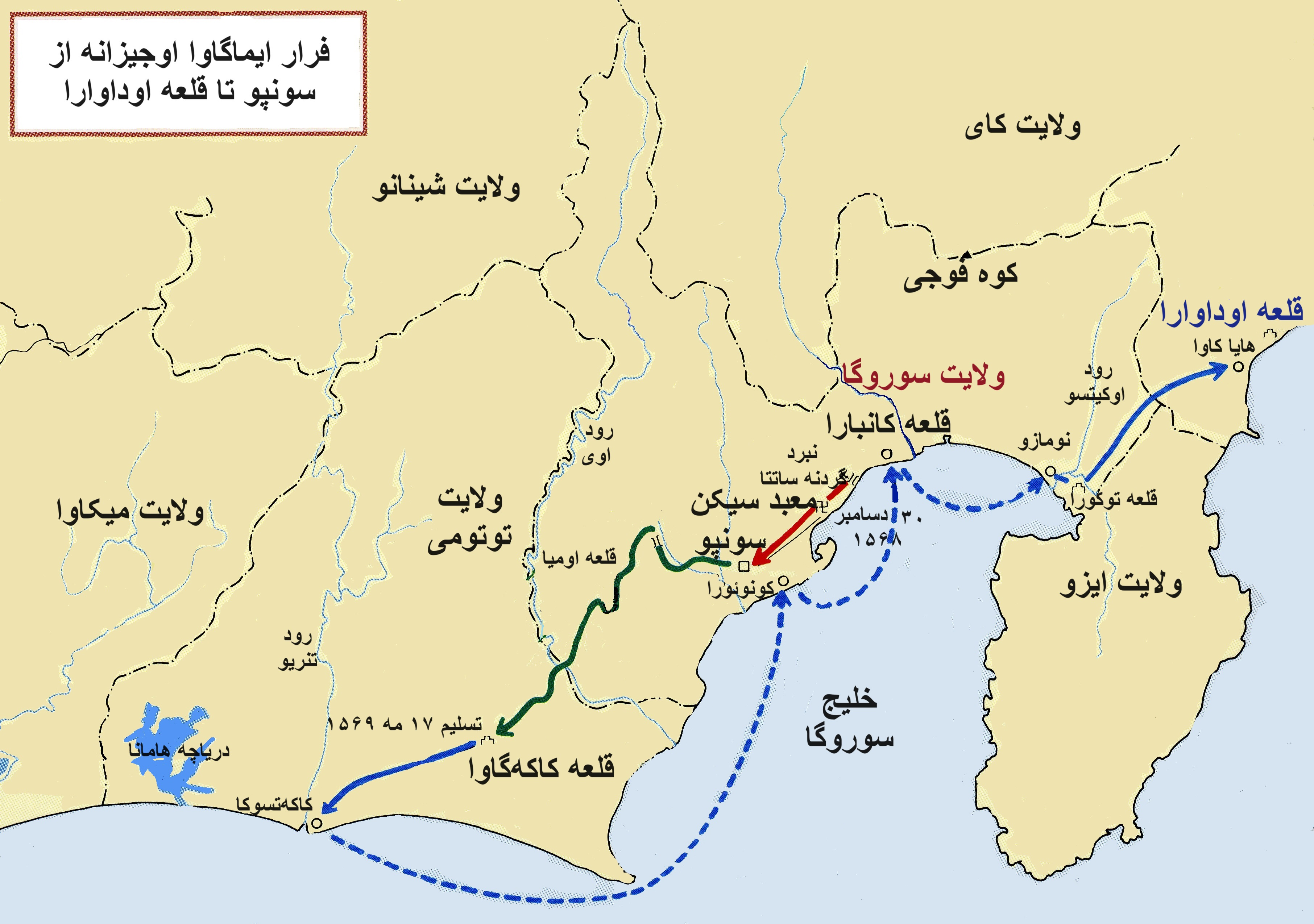
نقشه فرار ایماگاوا اوجیزانه در حمله به سوروگا و رفتن او به قلعه اوداوارا

ایماگاوا اوجیزانه این حرکت را دید و آماده شد تا او را در معبد سیکن «کوه ساتسوما» رهگیری کند، اما به دلیل فرار ملازمان، مجبور به عقب‌نشینی شد. ملازمانی که جدا شدند، ملازمان ارشد بودند، مانند سنا نوبوترو، آساهینا نوبوآکی، و کاتسورایاما اوجیماتو، که قبلاً با خاندان تاکدا ارتباط برقرار کرده بودند. در نتیجه ارتش ایماگاوا بدون درگیری (نبرد گردنه ساتتا) شکست خورد و ارتش تاکدا در روز ۱۳ از ماه دوازدهم وارد سونپو شد. شهر سونپو در اثر حمله شینگن سوخت و برای مدتی این شهر به ویرانه تبدیل شد.
دختر هوجو اوجی‌یاسو، به نام هایاکاوا دونو، همسر اصلی ایماگاوا اوجیزانه، بود. در نامه هوجو اوجی‌یاسو که از این وضعیت آگاه شده بود، آمده بود: «این مایه شرمساری داماد احمق من است که توانایی خرید وسیله نقلیه را نداشته است.» از آنجائیکه اوجیزانه قادر به آماده کردن یک تخت روان برای همسرش نشده بود، او مجبور شد با پای پیاده آنجا را ترک کند. هوجو اوجی‌یاسو به این دلیل از وضعیت تحقیرآمیزی که در آن دخترش با پای پیاده از سونپو فرار کرده بود، خشمگین بود.
در روز بعد، روز سیزدهم از ماه دوازدهم، ایماگاوا اوجیزانه از سونپو فرار کرد و به قلعه کاکه‌گاوا در ولایت توتومی گریخت که توسط آساهینا یاسوتومو محافظت می‌شد.
در طول تهاجم خاندان تاکدا به سوروگا، برخی از ملازمان سابق ایماگاوا با خاندان تاکدا همراهی کردند، در حالی که برخی دیگر طرفدار خاندان توکوگاوا بودند. سه نفر از ملازمان خاندان ای نمونه‌ای از این امر هستند که آنها از طریق مذاکره با طرف توکوگاوا قبل از حمله به ولایت توتومی وارد شدند.

### وارد شدن خاندان هوجو به نبرد
شینگن به خاندان هوجوی اخیر توضیح داد که دلیل تهاجم به سوروگا «به این دلیل است که خاندان ایماگاوا و خاندان اوئه‌سوگی در حال برنامه‌ریزی برای حمله به تاکدا بودند». با این حال، اوجیزانه داماد هوجو اوجی‌یاسو بود و به دلیل فاجعه‌ای که برای او پیش آمده بود، هوجو اوجی‌یاسو تصمیم گرفت اتحاد با خاندان تاکدا را قطع کند. علاوه بر این، در پاسخ به درخواست برای تقویت، خود هوجو اوجی‌یاسو به سوروگا رفت و در ۱۲ از ماه دوازدهم در ولایت ایزو کمپ ایجاد کرد.
در همان روزی که اوجیزانه از ولایت سوروگا گریخت، خاندان هوجوی اخیر یک نیروی پیشتاز را به نزدیکی گردنه ساتتا فرستاد و خاندان هوجو به عنوان ارباب قلعه توانست وارد قلعه کانبارا شود. در نتیجه، طرف هوجو به سرعت کنترل منطقه شرق رود اوکیتسو در ولایت سوروگا را به دست‌آورد.

### تصرف ولایت توتومی توسط خاندان توکوگاوا
وقتی طرف توکوگاوا ایه‌یاسو وارد ولایت توتومی شد، قلعه فوتاماتا و قلعه هاماماتسو/هیکوما را از طریق مذاکره و هماهنگی به دست آوردند. زمانی که قلعه هاماماتسو/هیکوما مورد تسخیر قرار گرفت، گفته می‌شود که اوتازو نو کاتا جان خود را در برابر مقاومت قرار داد و این افسانه به آیندگان منتقل شده است.
هنگامی که خاندان تاکدا به سوروگا حمله کرد، آنها پیشنهاد اتحاد به توکوگاوا ایه‌یاسو در ولایت میکاوا دادند، اما طبق گفته میکاوا مونوگاتاری، خاندان توکوگاوا ولایت سوروگا را قلمرو تاکدا و خاندان توتومی را به عنوان قلمرو توکوگاوا می‌دانستند. اعتقاد بر این است که وقتی آکی‌یاما نوبوتومو حمله به توتومی را هدایت کرد، خاندان توکوگاوا به این امر اعتراض کردند. شینگن قول داد که توراشیگه را مجبور به عقب‌نشینی کند، اما اتحاد تاکدا-توکوگاوا پس از این حادثه فروپاشید.
به این ترتیب تهاجم به ولایت توتومی توسط آکی‌یاما نوبوتومو باعث ایجاد شکاف در اتحاد تاکدا-توکوگاوا شد و سیاست خارجی ایه‌یاسو ناگهان تغییر کرد. به علاوه، ایه‌یاسو اعتراض کرد که برادر کوچکتر شینگن، تاکدا نوبوتومو (۱۵۸۲–۱۵۴۲) و دیگران بدون مشورت قبلی، گروگان‌ها را با طرف ایماگاوا مبادله کردند و گفت که این یک نقض معاهده او و شینگن است. قلعه کاکه‌گاوا در ۶ مه ۱۵۶۹ تسلیم شد و ایماگاوا اوجیزانه و ارباب هایاکاوا بر اساس توافقنامه صلح بین توکوگاوا و هوجو به قلمرو هوجو و قلعه اوداوارا گریختند. 
اگرچه شینگن در ابتدا به راحتی سنگر «سونپو» ا را تصرف کرد، فتح سوروگا به آرامی ممکن نبود. دشمن واقعی تاکدا خاندان هوجو بود و نبرد دو سال به طول انجامید.

### اتحاد ایماگاوا و توکوگاوا
عقب‌نشینی از کای امروزه به عنوان افسانه ای به نام " گذر شینگن از گذرگاه تارو " باقی مانده است، دلیل آن این است که او نتوانست قلعه اومیا را تصرف کند و از مسیرهای ناکامیچی و سونشو عبور کند، بنابراین چاره ای جز عبور از مسیر دشوار برای بازگشت به کای نداشت. به این ترتیب، اولین حمله سوروگا منجر به اشغال سونپو مرکز ولایت سوروگا توسط ارتش تاکدا شد. از سوی دیگر منطقه فوجی و منطقه سونتو تحت کنترل ارتش هوجو درآمد.
شینگن که ولایت سوروگا را اشغال کرده بود، به دلیل پیمان مخفیانه بین ایه‌یاسو و اوجی‌یاسو، به این نتیجه رسید که دفاع از سوروگا می‌تواند دشوار شود و به ولایت کای عقب‌نشینی کرد.

## از قلعه کاکه‌گاوا تا قلعه اومیا (مرحله دوم)
پس از مذاکرات بین توکوگاوا و ایماگاوا، تصمیم گرفته شد که قلعه کاکه‌گاوا در ۶ مه ۱۵۶۹ تسلیم شود. پس لز صلح بین ایماگاوا و توکوگاوا و صلح بین توکوگاوا و هوجو، اتحادی بین توکوگاوا، هوجو و ایماگاوا ایجاد شد. به این ترتیب خاندان ایماگاوا رو به نابودی گذاشت.
ر ۹ ژوئن همان سال، هوجو اوجیماسا (پسر هوجو اوجی‌یاسو که در سال ۱۵۵۹ خود را بازنشسته کرد) و اوئه‌سوگی کنشین اتحاد اتسوسو را منعقد کردند. در همان ماه با باخبر شدن از اتحاد اتسوسو، شینگن یک بار دیگر ارتش خود را برای حمله به قلمرو هوجو رهبری کرد، ارتش هوجو را تحت کنترل قرار داد، مناطق ایزو و میشیما را آتش زد و سپس به سمت غرب چرخید و به ولایت سوروگا حمله کرد.

### سقوط قلعه اومیا
خاندان تاکدا سه بار به قلعه اومیا حمله کردند. اولین بار در ۹ دسامبر ۱۵۶۸، بار دوم در ۱ فوریه ۱۵۶۹ و بار سوم در ۲۵ ژوئن ۱۵۶۹ بود.
در دومین حمله به سوروگا، خاندان تاکدا با تصرف قلعه اومیا توانست شهرستان فوجی را تصرف کند. علاوه بر این، پس از حمله ارتش تاکدا نبرد قلعه اوداوارا (۱۵۶۹ میلادی) را انجام داد، موفق شد ارتش هوجو که در سوروگا در حال کمک به خاندان ایماگاوا بودند، را برای دفاع به ولایت خود به ولایت ساگامی در منطقه کانتو و قلعه اوداوارا بکشاند.

## از سقوط قلعه کانبارا تا اشغال سوروگا (مرحله سوم)
شینگن در روز ۲۲ به قلعه اومیا رسید و تا ۲۷ در آنجا ماند و پس از آن شروع به حرکت به سمت غرب کرد. ارتش تاکدا در ۶ دسامبر به محاصره کانبارا/قلعه کانبارا حمله کرد و این قلعه سقوط کرد. تأثیر سقوط قلعه کانبارا بسیار زیاد بود، و ارتش هوجو در کوه ساتا نیز تسلیم شد. در ۱۲ همان روز به دلیل این تغییر عمده در وضعیت، ارتش هوجو مجبور به عقب‌نشینی شد. خاندان تاکدا سپس سونپو را تسخیر کرد. پس از آن، تاکدا شینگن سال جدید را در سوروگا گذراند و در سال جدید ایروکو ۱۳ به سمت غرب حرکت کرد. در سال بعد، ۱۵۷۱، ارتش تاکدا حملات خود را به ارتش هوجو تشدید کرد.

### برقراری دوباره اتحاد تاکدا و هوجو

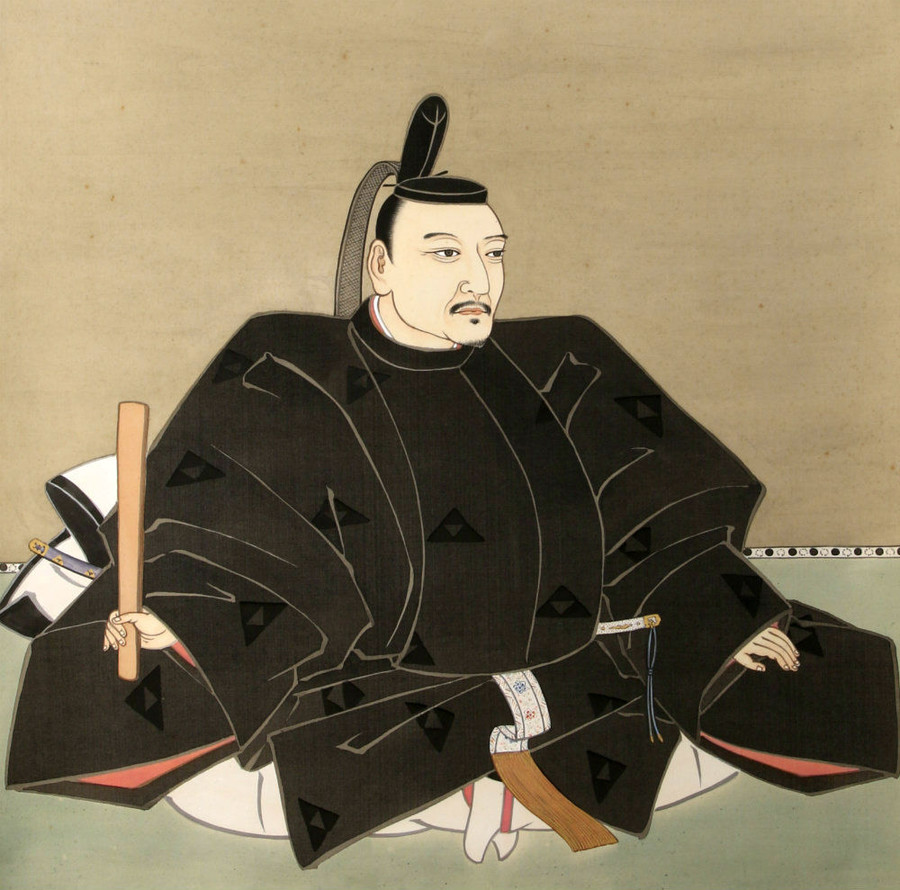
هوجو اوجیماسا (۱۵۳۸ – ۱۵۹۰) چهارمین رهبر خاندان هوجوی اخیر

پس از حمله دوم شینگن به سوروگا بین شینگن و دو دایمیوی متحد توکوگاوا ایه‌یاسو و اودا نوبوناگا بر سر تقسیم قدرت در دو ولایت تازه تصرف شده سوروگا و ولایت توتومی اختلاف افتاد. از سوی دیگر خاندان هوجو اتحاد با خاندان اوئه‌سوگی (اتحاد اتسوسو) را به سودمند نمی‌دید، هوجو اوجیماسا (تولد ۱۵۳۸ – مرگ ۱۵۹۰ 北条 氏政) پس از مرگ پدر و شروع رهبری‌اش تمایل یافت که دوباره با شینگن اتحاد برقرار کند. در پس گفتگوهای پنهانی و در سال ۱۵۷۱ دوباره این اتحاد بین دو خاندان تاکدا و هوجو برقرار شد.

## تأثیر و پیامد

### خاندان تاکدا
پیش از این، تاکدا شینگن به خاندان هوجوی اخیر توضیح داده بود که دلیل تهاجم به سوروگا این بود که «خاندان ایماگاوا و قبیله اوئه‌سوگی در حال برنامه‌ریزی برای حمله به تاکدا بودند»، اما در نتیجه، خاندان هوجو چون در موقعیتی بود که از خاندان توکوگاوا حمایت می‌کرد، قادر به انعقاد یک رابطه صلح آمیز نبود، و چون نیاز به تخصیص نیرو به هوجو داشت، چاره ای جز دادن امتیاز به توکوگاوا در مذاکرات نداشت.
در اکتبر ۱۵۷۰، ایه‌یاسو لغو اتحاد با تاکدا را اعلام کرد و شکاف با توکوگاوا اجتناب ناپذیر شد. اگرچه شینگن از نوبوناگا درخواست کرده بود که شفاعت کند، در این دوره، نوبوناگا به عنوان واسطه عمل نکرد، و برخی می‌گویند که این دلیل اصلی باطل شدن اتحاد شینگن با نوبوناگا بود.
شینگن تهاجم خود به ولایت توتومی را تحت عنوان نبرد هیتوکوتوزاکا در ۱۰ اکتبر ۱۵۷۲ آغاز کرد، اما در ۲۱ همان سال، نامه ای از طرف تاکدا نوشته شد: «سه سال خشم فاجعه بار» (نسبت به ایه‌یاسو) به همین دلیل گفته می‌شود که حمله به ایه‌یاسو برای فرونشاندن سه سال خشم فروخورده است. تصور می‌شود که این «سه سال» به سه سال از زمانی که ایه‌یاسو اتحاد با شینگن را در سال اول گنکی (۱۵۷۰) شکست، اشاره دارد.

### خاندان هوجو
در دسامبر ۱۵۷۲، اتحاد کوسو بین خاندان تاکدا و خاندان هوجو بار دیگر بازسازی و منعقد شد، بنابراین پیوند بین خاندان هوجو و خاندان اوئه‌سوگی قطع شد. در سال ۱۵۷۹ و پس از مرگ شینگن، خاندان هوجو و خاندان تاکدا دوباره بر سر سوروگا با هم جنگیدند.

### خاندان توکوگاوا
یکی از قوی‌ترین حاکمان ضد نوبوناگا، تاکدا شینگن بود. در اکتبر ۱۵۷۱، تاکدا شینگن که حالا متحد خاندان هوجو شده بود، تصمیم گرفت به پایتخت کیوتو، که مقر نوبوناگا بود، حمله کند. برای این حمله نخست لازم بود از قلمروی ایه‌یاسو بگذرد.
به همین جهت شینگن به قلمروی ایه‌یاسو در ولایت توتومی حمله برد. ایه‌یاسو نیز از اودا نوبوناگا درخواست کمک کرد و او نیز ۳۰۰۰ سرباز برای او فرستاد. در اوایل ۱۵۷۳ نبرد میکاتاگاهارا میان دو ارتش درگرفت و ارتش تاکدا تحت رهبری زیرکانه شینگن، نیروهای ایه‌یاسو را در هم کوبید. این بزرگ‌ترین شکست جنگی در زندگی ایه‌یاسو بود. مدت کوتاهی پس از این نبرد، شینگن در ۱۳ مه ۱۵۷۳ به سبب بیماری در گذشت و نیروهای او مجبور به عقب‌نشینی شدند. پس از او پسر چهارمش تاکدا کاتسویوری که نسبت به پدرش از توانایی کمتری برخوردار بود، به ریاست خاندان رسید.
در سال ۱۵۷۵ پسر شینگن، کاتسویوری با حدود ۱۵٬۰۰۰ سرباز، قلعه ناگاشینو متعلق به خاندان توکوگاوا را طی نبرد ناگاشینو محاصره کرد. با اتمام مواد غذایی در داخل قلعه، ایه‌یاسو بالاخره از اودا نوبوناگا تقاضای کمک کرد. نوبوناگا با سپاه بزرگی به یاری او شتافت و در دشت نزدیک به قلعه ناگاشینو تعداد زیادی حصار چوبی درست کرد. سپس سربازان او به نیروهای کاتسویوری که قلعه را در محاصره داشتند، حمله کردند و به سوی دشت گریختند و در پشت حصارها جای گرفتند. افراد نوبوناگا، وقتی سربازان کاتسویوری که به تعقیب آن‌ها برآمده بودند به محل رسیدند، تیراندازی با تفنگ را آغاز کرده و تلفات بسیار سنگینی به سپاه کاتسویوری وارد کردند. در این حمله تنها ۳۰۰۰ نفر از سپاه کاتسویوری زنده باقی ماندند. تاکدا کاتسویوری از این نبرد جان سالم به‌دربرد و به سمت ولایت کای عقب‌نشینی کرد. پس از این نبرد بود که اهمیت به‌کارگیری تفنگ به عنوان یک سلاح جدید مشخص شد.
طی ۷ سال پس از نبرد ناگاشینو، ایه‌یاسو و کاتسویوری بارها در نبردهای کوچک با یکدیگر به ستیز پرداختند. در پایان، نیروهای ایه‌یاسو خاندان تاکدا را وادار به ترک کردن ولایت سوروگا کردند و این ولایت نیز به تملک ایه‌یاسو درآمد. پایان نبرد با تاکدا در سال ۱۵۸۲ رقم خورد هنگامی که نیروهای متحد اودا-توکوگاوا به ولایت کای حمله بردند و آنجا را تصرف کردند. تاکدا کاتسویوری و پسر ارشدش تاکدا نوبوکاتسو در نبرد تنموکوزان شکست خوردند و اقدام به هاراکیری کردند. ولایت کای نیز به تملک نوبوناگا درآمد.

### خاندان ایماگاوا
در مرحله نهایی تهاجم به سوروگا، ایماگاوا اوجیزانه نامه‌هایی را برای جلب حمایت ملازمان سابق ایماگاوا که هنوز به عنوان متحد در ارتش خدمت می‌کردند، صادر کرد.
قبلاً تصور می‌شد که اوجیزانه بلافاصله پس از اتحاد کوسو/اتحاد تاکدا و هوجو، ولایت ساگامی/خاندان هوجو را ترک کرد، اما او سیزدهمین مراسم یادبود مرگ پدرش ایماگاوا یوشیموتو را در ۱۹ مه ۱۵۷۲ در ساگامی برگزار کرد و مشخص است که او در این زمان در ساگامی زندگی می‌کرده است. از سوی دیگر، از نظر سیاسی، نفوذ اوجیزانه بر سوروگا قطع شده بود، زیرا از ۷ فوریه ۱۵۷۳ هیچ سندی در مورد کنترل او بر سوروگا تأیید نشده است. پس از آن، اشاره شد که او ممکن است در ولایت ایزو پناه گرفته باشد، و گفته می‌شود که در اوت ۱۵۷۳ در هاماماتسو بوده است.
اوجیزانه به خاندان اودا تکیه کرد و در ۱۶ مارس ۱۵۷۵ برای اودا نوبوناگا کار کرد، اما این نظر وجود دارد که این ممکن است به این دلیل باشد که او پس از مرگ شینگن قصد داشت دوباره سوروگا را بگیرد. همچنین در نبرد ناگاشینو در همان سال، ایماگاوا اوجیزانه به عنوان پاسدار ارتش اودا خدمت کرد و در ژوئیه همان سال نیز در حمله به قلعه سوواهارا (بعداً قلعه ماکینو) علیه خاندان تاکدا شرکت کرد. پس از آن، ایماگاوا اوجیزانه ارباب قلعه ماکینو شد. همچنین، در این زمان، او هنوز توسط خاندان تاکدا به عنوان فردی که باید مراقب او بود، شناخته می‌شد.
گفته می‌شود که اوجیزانه هنوز هم نفوذ داشت، زیرا او ارتش توکوگاوا را در جریان فتح کوشو همراهی می‌کرد، و ملازمان سابق ایماگاوا که در طول حمله سوروگا توسط توکوگاوا به کار گرفته شدند، از اوجیزانه خواستند که دوباره خدمت کند.
در نتیجه، اوجیزانه در موقعیت انجام عملیات نظامی علیه خاندان تاکدا قرار گرفت و مجبور شد مراقب سقوط و نابودی این خاندان باشد.